# Eón (mitología)

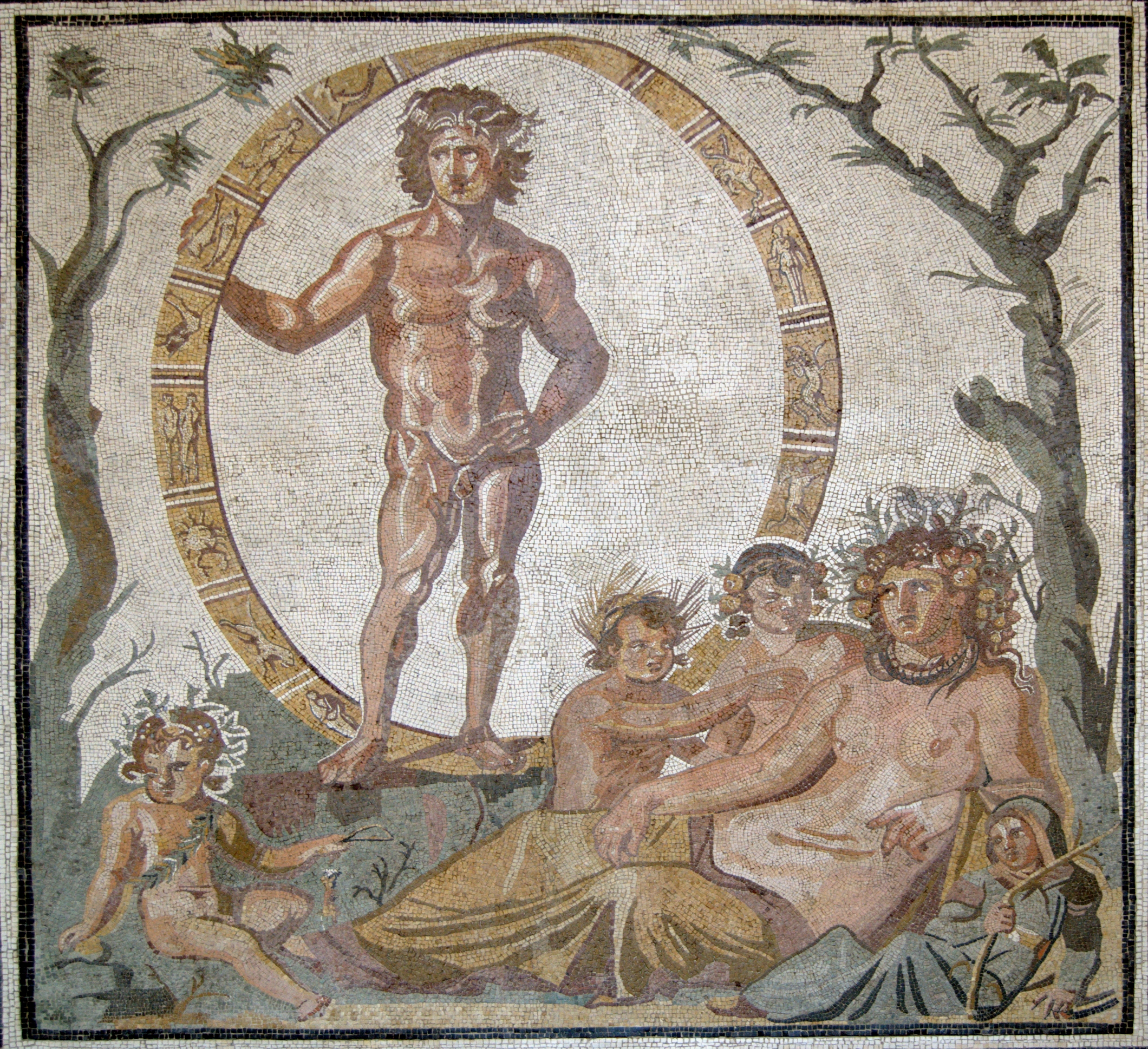
Eón, Tellus y cuatro niños que representan las estaciones personificadas. Mosaico romano de comienzos del siglo III hallado en una villa de Sentinum. Gliptoteca de Múnich (Inv. W504).

Eón (en griego: Αἰών, -ῶνος; en latín: Aeon, -ōnis) es una deidad helenística adoptada por los romanos. Dios supremo e imparcial, es dios del tiempo eterno y de la prosperidad, no teniendo ni comienzo ni final. En contraste a Crono como el tiempo empírico dividido en pasado presente y futuro. Él es, pues, dios de la eternidad, asociado a otras religiones mistéricas que tienen que ver con el más allá, como los misterios de Cibeles, los misterios dionisíacos, el orfismo y el mitraísmo.
Suele típicamente ir en compañía de diosas madre o diosas de la tierra tales como Tellus o Cibeles así como se ve en la placa de Parabiago. En el entorno latino esta deidad puede ir asociada a los conceptos de Aevum, Aeternitas o Saeculum. Tenía un sitio privilegiado en la expresión de la propaganda imperial. Según Eurípides Eón es hijo del Tiempo.

## Iconografía y simbolismo
Eón es usualmente identificado como un joven desnudo o semidesnudo dentro de un círculo zodiacal. Este círculo también puede representar el tiempo cíclico y eterno. Ejemplos de esto son los dos mosaicos romanos provenientes, uno de Sentinum (Lo que en la actualidad es Sassoferrato) y el otro de Hipona en la África romana, y la placa Parabiago. Pero debido a que Eón representa el tiempo como un ciclo, también puede ser imaginado como un hombre anciano. En las Dionisíacas, de Nono de Panópolis se asocia a Eón con las Horas y se dice que el:
«Y poniendo su anciana mano sobre la piel de la niña recién nacida, Eón, criado con ella (Béroe), tomó como pañales la túnica de la Justicia (Dike), profecía de lo que habría de llegar, porque, al cambiar el peso de la vejez como una serpiente que arroja el desecho de sus escamas debilitadas, rejuveneció al bañarse entre las aguas de la ley. Y las Estaciones de cuádruple yugo entonaron a la vez una melodía cuando Afrodita dio a luz a su hija divina.

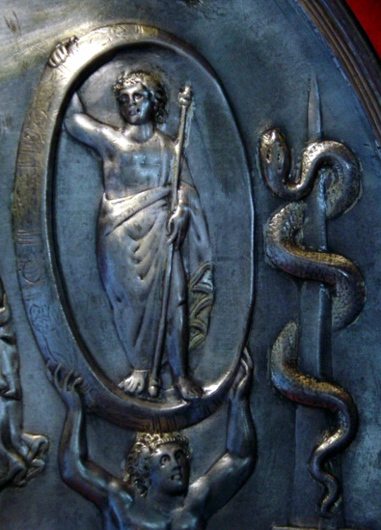
Detalle de la placa de Parabiago donde se representa a Eón; Tellus (no se muestra en la imagen) aparece en la parte inferior de la placa, que se centra en el carro de Cibeles

La imagen de la serpiente enroscándose está conectado al aro o rueda a través del ouroboros, un anillo formado por una serpiente que sostiene la punta de su cola en la boca (en algunas versiones, su cola entra bastante dentro de su boca). El comentador de textos del siglo IV Mario Servio Honorato se dio cuenta al analizar la imaginería, que la imagen de una serpiente mordiéndose la cola representaba la naturaleza cíclica del año. Lo que tiene que ver con el tiempo cíclico de Eón. En su obra del siglo V sobre jeroglíficos, Horapolo hace una distinción entre dos tipos de serpientes distintas en la imaginería. Una de ellas es una serpiente que esconde su cola bajo el resto de su cuerpo, lo que representa según Horapolo a Eón , y otra bien distinta el ouroboros que representa el Kosmos, la cual es una serpiente devorando su propia cola.

## Teónimos del tiempo
| Sustantivo      | significado |
| --------------- | --- |
| αἰών (aión)     | «Tiempo, edad, época, siglo, tiempo de vida, vida, destino, el espíritu de los tiempos».                                      |
| χρόνος (jrónos) | «Tiempo, período, época determinada, duración de la vida, edad, época del año, demora».                                       |
| καιρός (kairós) | «Momento oportuno, ocasión, coyuntura favorable, conveniencia, ventaja, tiempo, momento presente, actualidad, circunstancia». |

## Identificaciones
Marciano Capella (siglo V) identifica a Eón con Cronos (Saturno), cuyo nombre lleva a Marciano a confundir teológicamente a las dos entidades en un solo dios; así como el soberano del Inframundo, Hades-Plutón, es confundido con Plutus (dios de la "Riqueza"). Marciano presenta a Cronos-Eón como el consorte de Rea (la romana Ops), identificada con Fusis.